# Marsais-Sainte-Radégonde
 Marsais-Sainte-Radégonde  es una población y comuna francesa, en la región de Países del Loira, departamento de Vendée, en el distrito de Fontenay-le-Comte y cantón de L'Hermenault.

## Demografía
| 616 | 525 | 439 | 445 | 473 | 480 |
| Para los censos de 1962 a 1999 la población legal corresponde a la población sin duplicidades (Fuente: INSEE [Consultar]) |     |     |     |     |     |